# Handball Club Amay
Maillots
Le Handball Club Amay, anciennement SES Amay et SL Huy (Sports et Loisirs Huy), est un club de handball belge situé à Amay près de Huy en Province de Liège.
Porteur du matricule 74, le club fut, à l'instar de bien de clubs liégeois, un ancien pensionnaire de Division 1. Affilié à la LFH, les rouges et noires évoluent en Division 2.

## Histoire
Le club fut fondé en 1962. Il est porteur du matricule 74.
Amay a déjà évolué en Division 1, soit sept saisons principalement dans les années 70 où Amay évolua de 1969 à 1975.
Le HCA monta une dernière fois en division 1, durant la saison 1998/1999 où le club ne fit qu'un aller retour.
Par après, le club dégringola dans la hiérarchie jusqu'en 2015 où il remporte le titre de la Promotion Liège et accède à la D1 LFH.
En 2024, le club disparaît à la suite de la fusion avec le Handball Villers 59

## Parcours
| Saison    | Niveau | Division    | Rang | Coupe |
| --------- | ------ | ----------- | ---- | ----- |
| HC Amay   |        |             |      |       |
| 1962-1963 | ?      | ?           | ?    | ?     |
| 1963-1964 | ?      | Provinciale | 1    | ?     |
| 1964-1965 | ?      | ?           | ?    | ?     |
| 1965-1966 | ?      | ?           | ?    | ?     |
| 1966-1967 | ?      | ?           | ?    | ?     |
| 1967-1968 | ?      | ?           | ?    | ?     |
| 1968-1969 | ?      | ?           | ?    | ?     |
| 1969-1970 | ?      | ?           | ?    | ?     |
| 1970-1971 | ?      | ?           | ?    | ?     |
| 1971-1972 | ?      | ?           | ?    | ?     |
| 1972-1973 | ?      | ?           | ?    | ?     |
| 1973-1974 | ?      | ?           | ?    | ?     |
| 1974-1975 | ?      | ?           | ?    | ?     |
| 1975-1976 | ?      | ?           | ?    | ?     |
| 1976-1977 | ?      | ?           | ?    | ?     |
| 1977-1978 | 2      | Division 2  | 10e  | ?     |
| 1978-1979 | ?      | ?           | ?    | ?     |
| 1979-1980 | ?      | Division 3  | ?    | ?     |
| 1980-1981 | ?      | ?           | ?    | ?     |
| 1981-1982 | ?      | ?           | ?    | ?     |
| 1982-1983 | ?      | ?           | ?    | ?     |
| 1983-1984 | ?      | ?           | ?    | ?     |
| 1984-1985 | ?      | ?           | ?    | ?     |
| 1985-1986 | ?      | ?           | ?    | ?     |
| 1986-1987 | ?      | ?           | ?    | ?     |
| 1987-1988 | ?      | ?           | ?    | ?     |
| 1988-1989 | ?      | ?           | ?    | ?     |
| 1989-1990 | ?      | ?           | ?    | ?     |
| 1990-1991 | ?      | ?           | ?    | ?     |
| 1991-1992 | ?      | ?           | ?    | ?     |
| 1992-1993 | ?      | ?           | ?    | ?     |
| 1993-1994 | ?      | ?           | ?    | ?     |
| 1994-1995 | ?      | ?           | ?    | ?     |
| 1995-1996 | ?      | ?           | ?    | ?     |
| 1996-1997 | ?      | ?           | ?    | ?     |
| 1997-1998 | ?      | ?           | ?    | ?     |
| 1998-1999 | ?      | ?           | ?    | ?     |
| 1999-2000 | ?      | ?           | ?    | ?     |
| 2000-2001 | ?      | ?           | ?    | ?     |
| 2001-2002 | ?      | ?           | ?    | ?     |
| 2002-2003 | 4      | Division 3  | 3    | ?     |
| 2003-2004 | ?      | Division 3  | ?    | ?     |
| 2004-2005 | 4      | Division 3  | 1    | ?     |
| 2005-2006 | ?      | ?           | ?    | ?     |
| 2006-2007 | 3      | Division 2  | 9    | ?     |
| 2007-2008 | 3      | Division 2  | 9    | ?     |
| 2008-2009 | ?      | ?           | ?    | ?     |
| 2009-2010 | ?      | ?           | ?    | ?     |
| 2010-2011 | ?      | ?           | ?    | ?     |
| 2011-2012 | ?      | ?           | ?    | ?     |
| 2012-2013 | ?      | ?           | ?    | ?     |
| 2013-2014 | ?      | ?           | ?    | ?     |
| 2014-2015 | ?      | ?           | ?    | ?     |
| 2015-2016 | 3      | D1 LFH      | 1    | ?     |

### Rivalité
Un des grands rivaux du HC Amay est le Handball Villers 59, du fait de la proximité entre la commune d'Amay et celle de Villers-le-Bouillet.
Le HC Old Blacks, fut un moment un des gros rivaux puisque de 2007 à 2013, le club évoluait dans la même salle que celle d'Amay, soit le Hall Omnisports Robert Collignon ces deux clubs évoluaient également dans le même division jusqu'à ce qu'il déménage à Jemeppe en 2013.

## Logos

Ancien logo du HC Amay